# Жуковський Леонід Феофілович
Жуковський Леонід Феофілович  (1923—1979) — радянський український актор. Заслужений артист УРСР.
Народився 22 листопада 1923 р. у м. Житомир. Закінчив Київський державний інститут театрального мистецтва ім. І. Карпенка-Карого (1949). Працював у театрах Житомира, Рівного, Києва. З 1959 р. був актором Київської кіностудії ім. О. П. Довженка.
Помер 1979 р. в Києві.

## Фільмографія
Грав у фільмах:
- «Долина синіх скель» (1956, Макушенко),
- «300 років тому…» (1956, епіз.),
- «Далеке і близьке» (1957, Сизий),
- «Правда» (1957, Затонський),
- «Народжені бурею» (1957, епіз.),
- «Кінець Чирви-Козиря» (1957),
- «Блакитна стріла» (1958, шахтар Безбородько),
- «Солдатка» (1959, Кучерявенко),
- «Авдотья Павлівна» (1966, епіз.),
- «Родина Коцюбинських» (1971, Затонський),
- «Женці» (1978, епіз.).